# Муратов Марат Ільдарович
Мара́т Ільда́рович Мура́тов (9 лютого 1990, с. Крихівці, Івано-Франківська міська рада, Івано-Франківська область, УРСР) — український військовослужбовець Сил спеціальних операцій, підполковник Збройних сил України, учасник російсько-української війни.

## Біографія
Народився у 1990 році в селі Крихівці біля Івано-Франківська. Закінчив загальноосвітню школу № 2 м. Хмельницького. У 2012 році був призваний на строкову військову службу, після чого виявив бажання наслідувати сімейну традицію та стати професійним військовиком, залишившись у Збройних Силах України на військовій службі за контрактом.
У 2015 році закінчив Хмельницький національний університет, вступив на 6-й курс заочної форми навчання для здобуття освітньо-кваліфікаційного рівня спеціаліста, факультет інженерної механіки, спеціальність — відновлення та підвищення зносостійкості деталей і конструкцій.
Станом на березень 2017 року — молодший лейтенант, командир 3-ї групи загону спецпризначення 8-го окремого полку спеціального призначення ССО, в/ч А0553, м. Хмельницький.
З дружиною та сином проживають у Хмельницькому.

### Бойовий шлях
З початком російської збройної агресії проти України у травні 2014 року разом із полком переведений до Харкова, в подальшому брав участь у проведенні антитерористичної операції на території Донецької та Луганської областей.
Влітку 2014 року був задіяний в операції з визволення міста Краматорська. Завдяки рішучим діям старшого солдата Муратова було взято у полон підрозділ російсько-терористичних військ, разом з ПЗРК. Був нагороджений орденом.
19 жовтня 2014 року брав участь у боях вздовж «Бахмутської траси», — звільняв 32-й блокпост поблизу села Сміле Слов'яносербського району Луганської області. Його відділення, після штурмових дій і знешкодження кулеметного розрахунку противника, потрапило під артилерійський обстріл, внаслідок чого бійці дістали поранення різного ступеня тяжкості. Тоді Марат Муратов зазнав вогнепальних осколкових поранень стегна, стопи, гомілки і лівої кисті, але зумів вивести особовий склад з-під вогню противника без втрат. Лікувався в Ірпінському госпіталі. На початок листопада 2014-го переніс 4 операції.

## Нагороди та відзнаки
- Орден Богдана Хмельницького I ступеня (27 травня 2025) — за особисту мужність, виявлену у захисті державного суверенітету та територіальної цілісності України, самовіддане виконання військового обов'язку[4].
- Орден Богдана Хмельницького II ступеня (21 жовтня 2024) — за особисту мужність і самовідданість, виявлені у захисті державного суверенітету та територіальної цілісності України[5].
- Орден Богдана Хмельницького III ступеня (20 квітня 2022) — за особисту мужність і самовіддані дії, виявлені у захисті державного суверенітету та територіальної цілісності України, вірність військовій присязі[6].
- Орден «За мужність» III ступеня (19 липня 2014) — за особисту мужність і героїзм, виявлені у захисті державного суверенітету та територіальної цілісності України[7].
- 20 вересня 2017 року рішенням Хмельницької міської ради нагороджений Почесною відзнакою Хмельницької міської громади «Мужність і відвага»[8].